# Wilhelm Brinkmann
Wilhelm "Willi" Brinkmann, född 25 oktober 1910 i Oberhausen, död 12 februari 1991 i Düsseldorf, var en tysk handbollsspelare.
Brinkmann blev olympisk mästare i handboll vid sommarspelen 1936 i Berlin.